# Каргалинська ТЕЦ
51°52′1″ пн. ш. 54°46′23″ сх. д. / 51.86694° пн. ш. 54.77306° сх. д.
Каргалинська ТЕЦ — теплова електростанція у Оренбурзькій області Росії, споруджена для забезпечення потреб Оренбурзького газоконденсатного промислу та Оренбурзького ГПЗ.
Котельне господарство ТЕЦ отримало сім парових котлів типу БКЗ-420-140НГМ продуктивністю по 420 тонн пари на годину — два в 1973-му та по одному в 1974, 1976, 1977, 1978 та 1980 роках. Вони живили шість парових турбін:
- дві введені в 1973 та 1976 роках типу ПТ-60-130/13 потужністю по 60 МВт (станційні номери 1 та 4));
- чотири типу Р-50-130/13 потужністю по 50 МВт (номери 2, 3, 5 та 6). Перші три з цих турбін увійшли в дію в 1974 (дві) та 1977 роках.

В другій половині 2010-х турбіну № 6 вивели з експлуатації, а в 2022-му те саме зробили з турбіною № 1. Також станом на 2021 рік був виведений котел № 2.
Видача продукції відбувається по ЛЕП, що працюють під напругою 110 кВ.